# Moniatycze (gromada)
Moniatycze – dawna gromada, czyli najmniejsza jednostka podziału terytorialnego Polskiej Rzeczypospolitej Ludowej w latach 1954–1972.
Gromady, z gromadzkimi radami narodowymi (GRN) jako organami władzy najniższego stopnia na wsi, funkcjonowały od reformy reorganizującej administrację wiejską przeprowadzonej jesienią 1954 do momentu ich zniesienia z dniem 1 stycznia 1973, tym samym wypierając organizację gminną w latach 1954–1972.
Gromadę Moniatycze z siedzibą GRN w Moniatyczach utworzono – jako jedną z 8759 gromad na obszarze Polski – w powiecie hrubieszowskim w woj. lubelskim na mocy uchwały nr 8 WRN w Lublinie z dnia 5 października 1954. W skład jednostki weszły obszary dotychczasowych gromad Czortowice, Moniatycze wieś, Moniatycze kol., Turkułówka, Wołajowice i Nowosiółki ze zniesionej gminy Moniatycze w tymże powiecie. Dla gromady ustalono 17 członków gromadzkiej rady narodowej.
1 stycznia 1960 do gromady Moniatycze włączono kolonię Janki oraz wsie Kułakowice I i Kułakowice II ze zniesionej gromady Mojsławice w tymże powiecie.
1 stycznia 1969 do gromady Moniatycze włączono obszar zniesionej gromady Stefankowice oraz wsie Mojsławice i Mojsławice Kolonia ze gromady Teratyn w tymże powiecie.
Gromada przetrwała do końca 1972 roku, czyli do kolejnej reformy gminnej.